# 名山里
名山里是中華民國台北市士林區之一里，有重要古蹟芝山岩。東至雨聲街接至誠路、雨農路至雨農橋與岩山里為界
西至中山北路五、六段中心線至福林橋與德行里為界，南至雙溪河中心線與福志里為界，北至忠誠路一段中心線與忠誠里為界